# Les Thioleyres

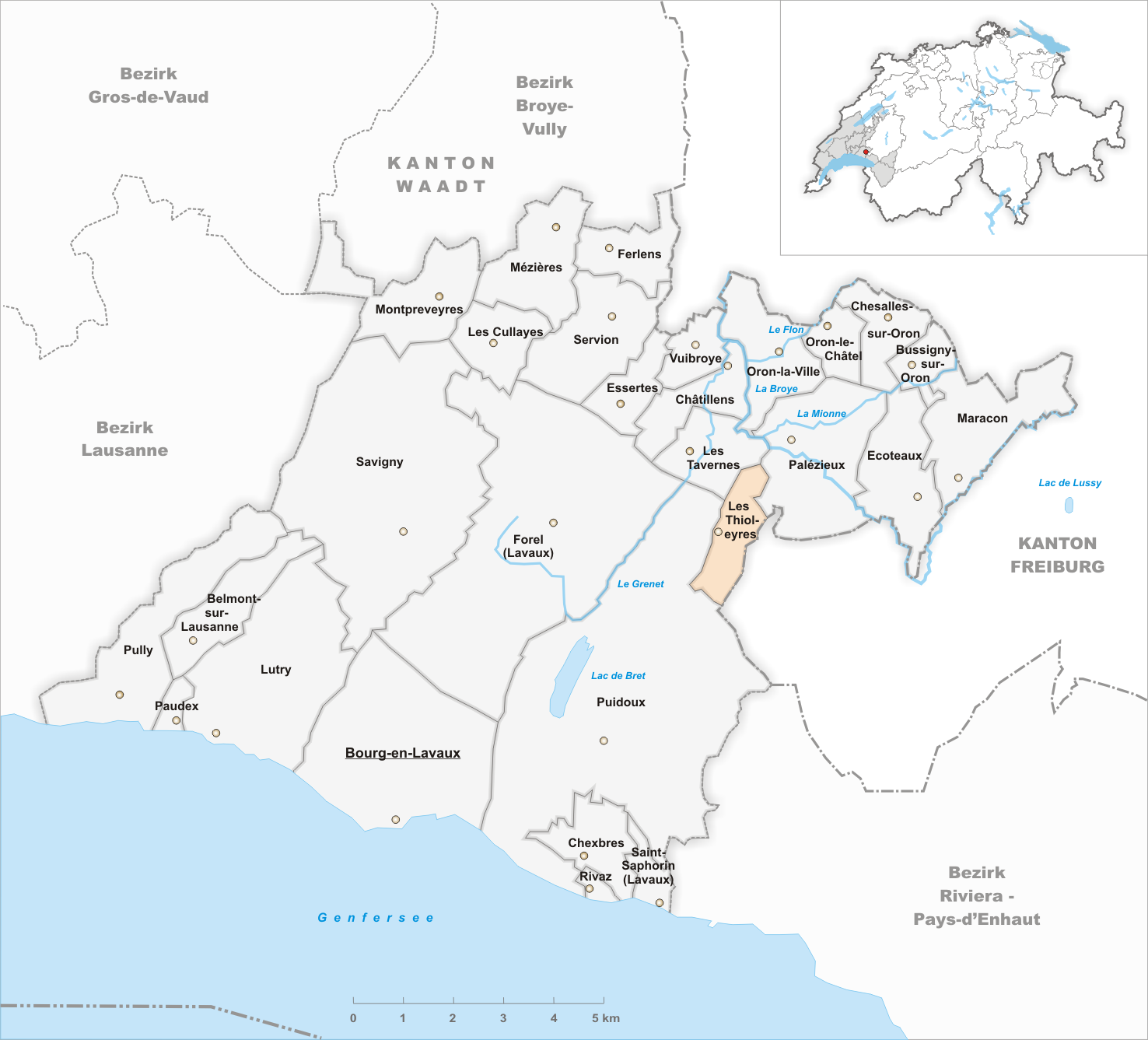
Gemeindestand vor der Fusion am 31. Dezember 2011

Les Thioleyres war bis zum 31. Dezember 2011 eine politische Gemeinde im Distrikt Lavaux-Oron des Kantons Waadt in der Schweiz. Am 1. Januar 2012 fusionierte sie mit Oron.

## Geographie
Les Thioleyres liegt auf 700 m ü. M., vier Kilometer südsüdwestlich von Oron-la-Ville und 15 Kilometer östlich der Kantonshauptstadt Lausanne (Luftlinie). Die Streusiedlungsgemeinde erstreckt sich leicht erhöht am Südwestrand des breiten Talkessels der Haute-Broye, am westlichen Talhang des Corbéron, in der östlichen Randzone des Waadtländer Mittellandes.
Die Fläche des 1,9 km² grossen ehemaligen Gemeindegebiets umfasst einen Abschnitt der Molassehöhen im Alpenvorland westlich der Broye. Die östliche Grenze verläuft entlang des gewundenen Laufs des Corbéron. Von hier erstreckt sich der ehemalige Gemeindeboden westwärts über die flache Talniederung und den sanft geneigten Hang von Les Thioleyres bis auf die Höhen der Montagne des Carboles, wo mit 711 m ü. M. der höchste Punkt von Les Thioleyres erreicht wird. Ganz im Süden reicht das Gebiet bis an den Fuss des Mont Chesau (nördlicher Teil des Mont Pèlerin). Von der ehemaligen Gemeindefläche entfielen 1997 5 % auf Siedlungen, 7 % auf Wald und Gehölze und 88 % auf Landwirtschaft.
Zu Les Thioleyres gehören zahlreiche Einzelhöfe.

## Bevölkerung
Mit 213 Einwohnern (Stand 31. Dezember 2010) gehört Les Thioleyres zu den kleinen ehemaligen Gemeinden des Kantons Waadt. Von den Bewohnern sind 97,7 % französischsprachig und 2,3 % deutschsprachig (Stand 2000). Die Bevölkerungszahl von Les Thioleyres belief sich 1900 auf 157 Einwohner. Danach wurde durch stetige Abwanderung bis 1980 eine Abnahme auf 116 Einwohner verzeichnet; seither stieg die Bevölkerungszahl wieder deutlich an.

## Wirtschaft
Les Thioleyres war bis in die zweite Hälfte des 20. Jahrhunderts ein vorwiegend durch die Landwirtschaft geprägtes Dorf. Noch heute haben der Ackerbau und die Viehzucht einen wichtigen Stellenwert in der Erwerbsstruktur der Bevölkerung. Weitere Arbeitsplätze sind im lokalen Kleingewerbe und im Dienstleistungssektor vorhanden. In den letzten Jahrzehnten hat sich das Dorf auch zu einer Wohngemeinde entwickelt. Einige Erwerbstätige sind deshalb Wegpendler, die in den umliegenden grösseren Ortschaften arbeiten.

## Verkehr
Die ehemalige Gemeinde liegt abseits der grösseren Durchgangsstrassen an einer Verbindungsstrasse von Oron-la-Ville nach Puidoux. Les Thioleyres besitzt keine Anbindung an das Netz des öffentlichen Verkehrs.

## Geschichte
Die erste urkundliche Erwähnung des Ortes erfolgte 1266 unter dem Namen à la Thiolere. In Les Thioleyres befand sich die Ziegelei der Abtei Haut-Crêt, weshalb die Gemeinde ihren Namen erhielt, denn der Patois-Ausdruck für Ziegel lautet thiole. Die Ziegelei war noch bis 1860 in Betrieb.
Die Gemeinde gehörte im Mittelalter zum Besitz der Abtei Haut-Crêt. Nach der Eroberung des Waadtlandes durch Bern gelangte Les Thioleyres im Jahr 1557 an die bernische Landvogtei Oron. Nach dem Zusammenbruch des Ancien Régime gehörte das Dorf von 1798 bis 1803 während der Helvetik zum Kanton Léman, der anschliessend mit der Inkraftsetzung der Mediationsverfassung im Kanton Waadt aufging. 1798 wurde es dem Bezirk Oron zugeteilt.